# Blyth Tait
Blyth Tait, MBE (* 10. Mai 1961 in Whangārei) ist ein ehemaliger neuseeländischer Vielseitigkeitsreiter.
Mit vier olympischen Medaillen, vier Weltmeistertiteln und Siegen bei zwei Veranstaltungen der höchsten Kategorie CCI**** gehörte er in den 1990er- und frühen 2000er-Jahren zu den erfolgreichsten Reitern in dieser Disziplin.

## Werdegang
Sein Vater züchtete Rennpferde und so interessierte sich Tait schon früh für das Reiten. Er versuchte sich zunächst als Springreiter, wechselte aber nach wenigen Jahren zur Vielseitigkeit. Tait qualifizierte sich für die Weltmeisterschaft 1986 in Gawler, doch einen Tag vor Beginn des Wettbewerbs starb sein Pferd an Herzversagen. Der Durchbruch an die Weltspitze gelang ihm 1990, als er bei den Badminton Horse Trials Zweiter wurde. Im selben Jahr gewann er bei den Weltreiterspielen in Stockholm die Goldmedaille in der Einzel- und in der Teamwertung.
Bei den Olympischen Spielen 1992 gewann Tait Silber mit dem Team und Bronze als Einzelreiter. Das Einzelergebnis ist bemerkenswert, da er nach der ersten von drei Prüfungen, dem Dressurreiten, erst auf dem 69. Platz lag. Vier Jahre später wurde er in Atlanta Olympiasieger in der Einzelwertung und Dritter mit dem Team. Bei den Weltreiterspielen 1998 in Rom gewann Tait sowohl in der Einzel- als auch in der Teamwertung die Goldmedaille.
Tait konnte zwei Vielseitigkeitswettbewerbe der höchsten Kategorie gewinnen, im Jahr 2000 den Rolex Kentucky Three Day und 2001 die Burghley Horse Trials. Die Olympischen Spiele 2000 und 2004 verliefen hingegen weniger erfolgreich. In Sydney, wo er bei der Eröffnungsfeier Fahnenträger gewesen war, musste er in beiden Wertungen beim Geländeritt aufgeben, in Athen erreichte er als Einzelreiter lediglich den 18. Platz und wurde mit dem Team Fünfter.
Tait zog sich im Jahr 2004 zugunsten seiner Tätigkeiten als Trainer aus dem Sport zurück. Ab dem Jahr 2011 nahm er wieder an internationalen Vielseitigkeiten teil, bei den Weltreiterspielen 2018 war er zusammen mit dem Wallach Dassett Courage nochmals Teil der neuseeländischen Mannschaft. Im März 2020 gab Blyth Tait seinen (zweiten) Rücktritt aus dem internationalen Sport bekannt. Er plant jedoch noch, an kleineren Springprüfungen teilzunehmen.

## Privates
Tait gehört zu den wenigen Vielseitigkeitsreitern, die offen zu ihrer Homosexualität stehen.

## Erfolge
- Olympische Spiele
  - 1992: Silber Mannschaft (auf Ready Teddy), Bronze Einzel (auf Messiah)
  - 1996: Bronze Mannschaft (auf Chesterfield), Gold Einzel (auf Ready Teddy)

- Weltreiterspiele
  - 1990: Gold Einzel, Gold Mannschaft (beide auf Messiah)
  - 1998: Gold Einzel, Gold Mannschaft (beide auf Ready Teddy)

- Sonstige bedeutende Turniere
  - Sieger Rolex Kentucky Three Day: 2000 (auf Welton Envoy)
  - Sieger Burghley Horse Trials: 2001 (auf Ready Teddy)